# Want U Back
Want U Back – trzeci singel angielskiej wokalistki Cher Lloyd z płyty Sticks + Stones.
Utwór był pierwszym singlem Lloyd notowanym w Stanach Zjednoczonych, gdzie dotarł do 12 miejsca Billboard Hot 100. W utworze gościnnie wystąpił uczestnik pierwszej edycji amerykańskiego X-Factora Astro, później powstała wersja z Snoop Doggiem a w poza Wielką Brytanią została wydana wersja solowa.

## Teledysk
Pierwsza wersja teledysku ukazała się na portalu YouTube 6 stycznia 2012 roku. Wideoklip kręcono w Hollywood w Los Angeles. Na początku 2012 roku została nakręcona druga wersja teledysku specjalnie na potrzeby rynku amerykańskiego. Premiera wideoklipu miała miejsce 1 maja 2012 na VEVO.

## Listy utworów i formaty singla
- UK Digital Download EP

1. "Want U Back" (feat. Astro) - 3:43
2. "Want U Back" (Album Version) - 3:33
3. "Want U Back" (Acoustic Version) - 3:29
4. "Want U Back" (Cahill Remix) - 5:52
5. "Want U Back" (Pete Phantom Remix) - 3:55

- US Version CD

1. "Want U Back" (Radio Edit) - 3:35
2. "Want U Back" (Cahill Remix) - 5:52
3. "Want U Back" (Pete Phantom Remix) - 3:55

## Notowania i certyfikaty
| Lista (2012)                              | Najwyższa pozycja |
| ----------------------------------------- | ----------------- |
| Australia (ARIA)                          | 36                |
| Belgia (Ultratop 50 Flandria)             | 88                |
| Belgia (Ultratop 40 Walonia)              | 38                |
| Kanada (Canadian Hot 100)                 | 11                |
| Czechy (IFPI)                             | 44                |
| Irlandia (IRMA)                           | 18                |
| Japonia (Japan Hot 100)                   | 33                |
| Nowa Zelandia (RIANZ)                     | 3                 |
| Szkocja (Official Charts Company)         | 23                |
| Wielka Brytania (Official Charts Company) | 15                |
| US (Billboard Hot 100)                    | 12                |
| US Pop Songs (Billboard)                  | 9                 |

| Kraj                     | Certyfikat | Sprzedaż   |
| ------------------------ | ---------- | ---------- |
| Australia (ARIA)         | Platyna    | 70,000+    |
| Grecja (IFPI Greece)     | Platyna    | 6000+      |
| Stany Zjednoczone (RIAA) | Platyna    | 2,000,000+ |

| Lista (2012)              | Pozycja |
| ------------------------- | ------- |
| Kanada (Canadian Hot 100) | 63      |
| US Billboard Hot 100      | 55      |
| US Pop Songs              | 45      |

## Historia wydania
| Kraj              | Data           | Format                  |
| ----------------- | -------------- | ----------------------- |
| Wielka Brytania   | 19 lutego 2012 | Digital download        |
| Australia         | 21 lutego 2012 | Digital download        |
| Kanada            | 21 lutego 2012 | Digital download        |
| Nowa Zelandia     | 21 lutego 2012 | Digital download        |
| Stany Zjednoczone | 7 maja 2012    | Mainstream/Top 40 radio |
| Stany Zjednoczone | 22 maja 2012   | Digital download        |
| Tajwan            | 20 maja 2012   | Digital download        |
| Malezja           | 3 czerwca 2012 | Digital download        |